# Šarūnas Birutis

Šarūnas Birutis

Šarūnas Birutis (* 20. September 1961 in Šiauliai) ist ein litauischer linker Politiker und Unternehmer, Seimas-Mitglied. Von 2004 bis 2009 war er Mitglied des Europäischen Parlaments für die Darbo partija (Arbeiterpartei) und Mitglied in der Allianz der Liberalen und Demokraten für Europa. Bis 2016 war er und seit Dezember 2024 ist er Kultusminister Litauens.

## Ausbildung und Beruf
Nach dem Abitur 1979  am Julius-Janonis-Gymnasium in  Šiauliai absolvierte  Birutis von 1979 bis 1984 das Diplomstudium der Industriewirtschaft an der Fakultät für Industriewirtschaft der Universität Vilnius   und 2003 das Magisterstudium der Rechtswissenschaft an der Rechtsfakultät der Rechtsuniversität Litauens in der litauischen Hauptstadt Vilnius. Birutis besuchte zudem verschiedene Weiterbildungskurse für Management, Politik und öffentliche Verwaltung. Zudem absolvierte er ein Praktikum in Japan.
Birutis arbeitete von 1982 bis 1984 in der Wirtschaftsabteilung des Lietuvos nacionalinis dramos teatras. Zwischen 1984 und 1986 war Birutis in der Wirtschafts- und Planungsabteilung im Wärmekraftwerk Kaunas tätig, danach war er von 1986 bis 1991 im Bereich Organisation, Finanzierung und Führung des Zentralkomitees von Komsomol in Kaunas und Litauen aktiv.
Von 1990 bis 1999 arbeitete Birutis in der Privatwirtschaft, war Berater für Aktiengesellschaften und gründete bzw. leitete die Litauische Schriftsteller- und Verlegervereinigung. Zudem gründete und leitete Birutis die Reiseagentur „Taika“ und war in der Belebung des Tourismus nach Litauen aktiv. Er war zudem zwischen 1994 und 1998 Direktor der GmbH „Monoturizmas“, leitete das Hotel „Nidos auksinės kopos“ und arbeitete an verschiedenen Tourismusprojekten. Von 1999 bis 2002 war er Leiter der Abteilung Klein- und Mittelbetriebe im Wirtschaftsministerium der Republik Litauen.
Des Weiteren war er Vertreter des Litauischen Verbands der gewerblichen Arbeitgeber im litauischen Parlament und in der Regierung der Republik Litauen, Berater des Ministerpräsidenten in Fragen der gewerblichen Wirtschaft (2002–2003) und von 2003 bis 2004 als Vertreter des Ministerpräsidenten Mitglied der staatlichen Aufsichtskommission für das Glücksspiel.

## Politik
Birutis war 2003 Mitglied des Präsidiums der Arbeitspartei und Vorsitzender des Ausschusses für Wirtschaft, Industrie und Gewerbe der Arbeitspartei. Von 2004 bis 2009 vertrat er die Arbeiterpartei im Europäischen Parlament. Von 2012 bis 2016 war er Kultusminister und Mitglied im 11. Seimas. Seit Dezember 2024 ist er Kultusminister im Kabinett Paluckas, geleitet von Gintautas Paluckas, ernannt von Gitanas Nausėda. Seit November 2024 ist er Mitglied im 14. Seimas.
Er ist Mitglied der LSDP. Er war Mitglied der Darbo partija.

## Privates
Birutis ist verheiratet und Vater einer Tochter.